# Viorel Isticioaia-Budura
Viorel Isticioaia Budura este directorul general al Departamentului Asia Pacific din cadrul Serviciului European de Acțiuni Externe (SEAE) al Uniunii Europene,  Serviciu diplomatic european, a fost lansat la 1 decembrie 2010.
A fost ambasador al României de la Beijing în perioada 2002-2010, un record, având în vedere că un ambasador este păstrat la post timp de un mandat de patru ani. Viorel Isticioaia Budara și-a obținut licența în limba și literatura chineză chiar în China. Intrat în serviciul diplomatic in 1978, el a mai deținut funcții în ambasadele României în Coreea de Sud, Japonia și Marea Britanie. Diplomatul român este ginerele lui Romulus Budura, fost ambasador la Beijing, un sinolog care a studiat limba și cultura chineză încă din anii ’50. Viorel Isticioaia Budura are acum de gestionat o arie mult mai mare, de la China, Afganistan, India, Japonia, Australia și Noua Zeelandă.
Viorel Isticioaia s-a aflat la post și la Tokyo, în 1992, ca diplomat, dar și la Seul, în Coreea de Sud, în calitate de ambasador al României, între 2000 și 2002.
În vârstă de 58 de ani, a urmat studii de filosofie-istorie în România și de limba chineză, la Universitatea Nankai, în China.